# Podgrzewana murawa
Podgrzewana murawa – jedna z technik prawidłowej obsługi boiska piłkarskiego. Posiadanie stadionu z podgrzewaną murawą jest jednym z wymogów licencyjnych pozwalających na grę w polskiej piłkarskiej ekstraklasie. Podgrzewanie murawy wymaga stałej kontroli od gospodarzy stadionu.
Murawa jest podgrzewana od spodu. Czynnikiem grzewczym jest glikol. W gazowej kotłowni pod murawą jest podgrzewana woda, która przekazuje ciepło glikolowi płynącemu w poliuretanowych rurkach. Glikol jest ogrzewany do 35 °C. W przypadku mocnego zmrożenia murawy przez śnieg, przed podgrzewaniem usuwa się śnieg mechanicznie.
Podgrzewana murawa wymaga intensywniejszego podlewana latem ze względu na szybkie odprowadzanie wody.